# Iván Ramiro Córdoba
Iván Ramiro Córdoba Sepúlveda (Rionegro, 11 de agosto de 1976) es un exfutbolista y dirigente deportivo colombiano. Reconocido como uno de los mejores jugadores colombianos de la historia y del Inter de Milán de la Serie A de Italia.
El 9 de julio de 2011, Córdoba adquiere la ciudadanía italiana tal como lo expresa la página oficial del Inter de Milán: "Esta mañana, Gianfranco Lorenzo Baldi, alcalde de Cassina Rizzarda, le dio a Iván Ramiro Córdoba sus documentos, haciendo de él un ciudadano italiano." Expresó el club. El 6 de mayo de 2012 disputa su último partido profesionalmente contra el AC Milan entrando en el segundo tiempo. Actualmente es el 'team manager' del Inter.
Es el primer jugador colombiano en la historia en ganar la Liga de Campeones de la UEFA, si bien no jugó la final. También es (hasta la fecha) el primer y único jugador colombiano en la historia que gana el Triplete europeo.

## Trayectoria

### Rionegro, Nacional y San Lorenzo
Hizo su debut en la Categoría Primera B del fútbol colombiano con el equipo Deportivo Rionegro en 1993, sus actuaciones posteriores lo llevaron al Atlético Nacional donde estuvo entre 1996 y 1998, consiguiendo así la Copa Interamericana 1995. Por el buen nivel deportivo que demostró allí, fue adquirido por el Club Atlético San Lorenzo de Almagro de Argentina con el que jugó en 1998 disputando 73 partidos (17 por Copa Libertadores) y anotó 9 goles.

### Inter de Milán

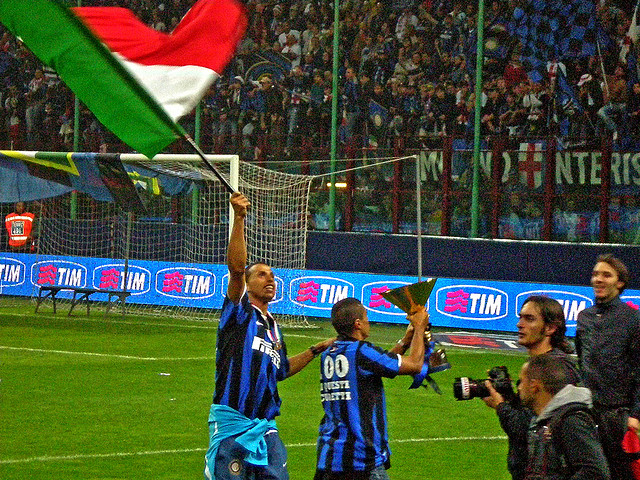
Córdoba alzando la Copa, luego de coronarse campeón en Italia en el 2008.

Tiempo después firmó un contrato con el Inter de Milán en enero del 2000 durante el mercado de invierno, con un costo de €16 millones, rechazando otra oferta del Real Madrid para hacerlo. Se convirtió en un pilar del Inter de Milán, durante años ha formado una sociedad altamente eficaz en la defensa central con Marco Materazzi. Su larga carrera en el Inter de Milán le llevó a ser nombrado vice-capitán, detrás de Javier Zanetti, debido a esto tuvo el honor de levantar la Copa de Italia en 2005, cuando Javier Zanetti estuvo ausente debido a su presencia en la Copa FIFA Confederaciones.
El 19 de febrero de 2008, se lesionó el tobillo izquierdo en la ronda de la Liga de Campeones contra el Liverpool, dando lugar a no jugar el resto de la temporada.
El 9 de junio de 2008, renovó su contrato con el Inter de Milán hasta el 30 de junio de 2012, asegurando que efectivamente terminaría su carrera con el equipo nerazzurro. Con el Inter de Milán, ganó 5 Serie A, 3 Copas de Italia, 3 Supercopa de Italia, una Liga de Campeones. y una Copa Mundial de Clubes de la FIFA.
El 5 de mayo de 2012 anuncia mediante la página oficial del Inter de Milán que su último partido con la camiseta nerazzurri sería el 6 de mayo de 2012 en un partido por la fecha 37 de la Liga Italiana contra el A. C. Milan en el llamado "derbi de Milán".
Con los Nerazzurri disputó 455 partidos (324 por Serie A, 34 por Copa Italia y 97 por Torneos internacionales) donde convirtió 18 goles siendo uno de los jugadores más destacados y queridos en los últimos tiempos en la institución.

## Selección nacional

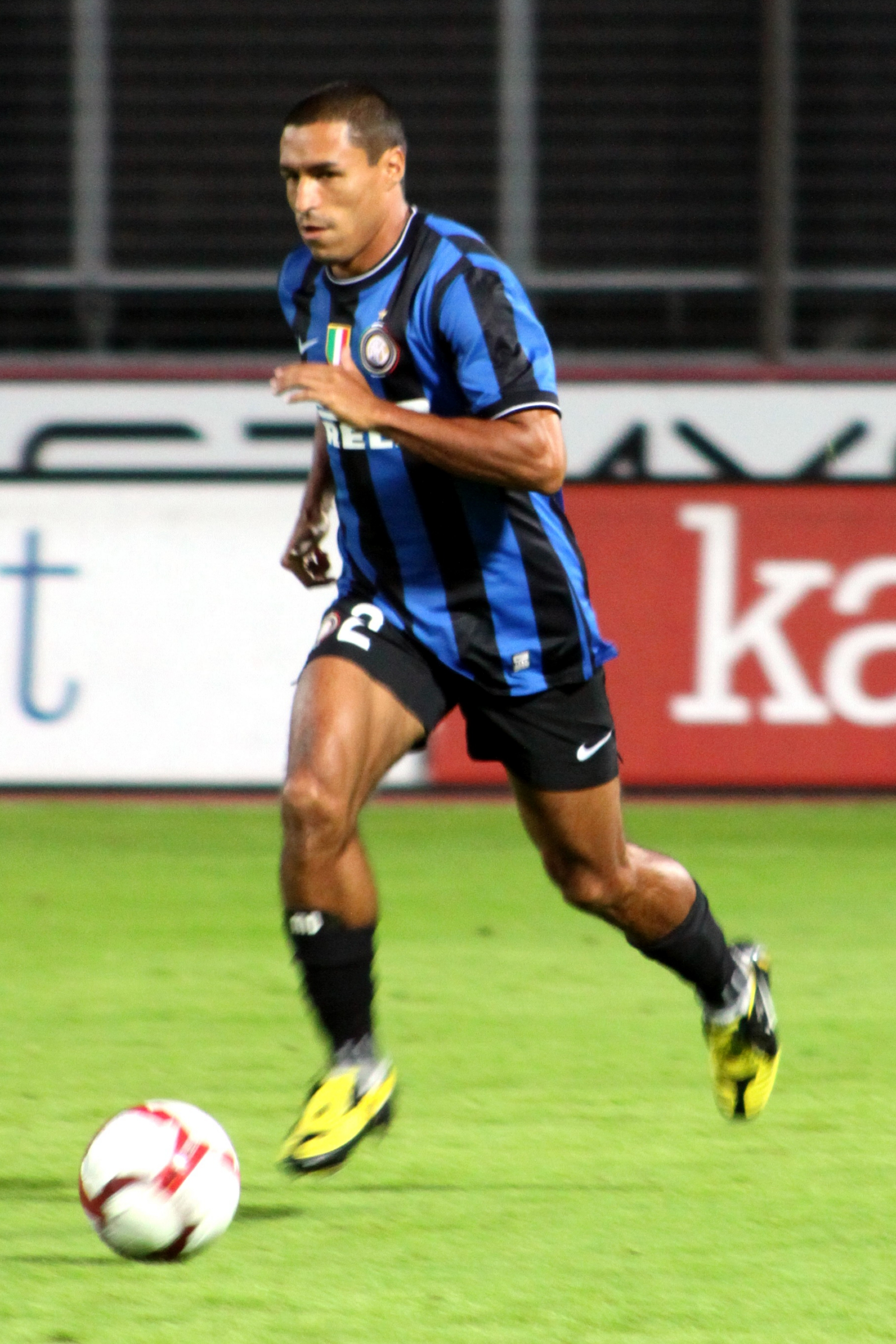
Córdoba con el Inter de Milán disputando un partido en 2009.

Jugó con la selección de fútbol de Colombia desde 1997 hasta 2010, donde jugó 73 partidos y marcó 5 goles. Participó en la Copa Mundial de Fútbol de 1998. Conocido como líder y capitán durante 2 eliminatorias consecutivas Corea y Japón 2002 y Alemania 2006. En ambas eliminatorias, Colombia fue la selección que menos goles recibió.
Anotaría el gol de la final en la Copa América 2001 en El Campín de Bogotá que le daría el primer título a Colombia en la victoria sobre México.

### Participaciones enCopas del Mundo
| Mundial                 | Sede    | Resultado      | PJ                           | GA | Asis |
| ----------------------- | ------- | -------------- | ---------------------------- | -- | ---- |
| Mundial de Francia 1998 | Francia | Fase de grupos | 0 (3 partidos como suplente) | 0  | 0    |

### Participaciones enCopas América
| Torneo                 | Sede                   | Resultado              | PJ | GA | Asis |
| ---------------------- | ---------------------- | ---------------------- | -- | -- | ---- |
| Copa América 1997      | Bolivia                | Cuartos de final       | 3  | 0  | 0    |
| Copa América 1999      | Paraguay               | Cuartos de final       | 3  | 1  | 1    |
| Copa América 2001      | Colombia               | Campeón                | 5  | 1  | 0    |
| Copa América 2007      | Venezuela              | Fase de grupos         | 2  | 0  | 0    |
| Total en Copas América | Total en Copas América | Total en Copas América | 13 | 2  | 1    |

### Participaciones enCopa Confederaciones
| Torneo                    | Sede    | Resultado    | PJ | GA | Asis |
| ------------------------- | ------- | ------------ | -- | -- | ---- |
| Copa Confederaciones 2003 | Francia | Cuarto lugar | 4  | 0  | 0    |

### Participaciones enEliminatorias al Mundial
| Eliminatoria                                | Sede del Mundial       | Posición               | Resultado   | PJ | GA | Asis |
| ------------------------------------------- | ---------------------- | ---------------------- | ----------- | -- | -- | ---- |
| Eliminatorias Mundial de Francia 1998       | Francia                | 3°lugar 28pts          | Clasificado | 4  | 0  | 0    |
| Eliminatorias Mundial de Corea y Japón 2002 | Corea del Sur y Japón  | 6°lugar 27pts          | Eliminado   | 14 | 1  | 0    |
| Eliminatorias Mundial de Alemania 2006      | Alemania               | 6°lugar 24pts          | Eliminado   | 14 | 0  | 0    |
| Eliminatorias Mundial de Sudáfrica 2010     | Sudáfrica              | 7°lugar 23pts          | Eliminado   | 3  | 0  | 0    |
| Total en Eliminatorias                      | Total en Eliminatorias | Total en Eliminatorias | 1/4         | 35 | 1  | 0    |

### Goles
| Listado de goles anotados por el jugador | Listado de goles anotados por el jugador | Listado de goles anotados por el jugador              | Listado de goles anotados por el jugador | Listado de goles anotados por el jugador | Listado de goles anotados por el jugador | Listado de goles anotados por el jugador |
| #                                        | Fecha                                    | Lugar                                                 | Rival                                    | Gol                                      | Resultado                                | Competición                              |
| ---------------------------------------- | ---------------------------------------- | ----------------------------------------------------- | ---------------------------------------- | ---------------------------------------- | ---------------------------------------- | ---------------------------------------- |
| 1                                        | 9 de febrero de 1999                     | Miami Orange Bowl, Miami, Estados Unidos              | Alemania                                 | 3-3                                      | 3-3                                      | Amistoso                                 |
| 2                                        | 4 de julio de 1999                       | Estadio Feliciano Cáceres, Luque, Paraguay            | Argentina                                | 1-0                                      | 3-0                                      | Copa América 1999                        |
| 3                                        | 13 de octubre de 1999                    | Estadio Olímpico Chateau Carreras, Córdoba, Argentina | Argentina                                | 1-1                                      | 1-2                                      | Amistoso                                 |
| 4                                        | 4 de junio de 2000                       | Estadio Nemesio Camacho El Campín, Bogotá, Colombia   | Venezuela                                | 2-0                                      | 3-0                                      | Clasificación Mundial 2002               |
| 5                                        | 29 de julio de 2001                      | Estadio Nemesio Camacho El Campín, Bogotá, Colombia   | México                                   | 1-0                                      | 1-0                                      | Copa América 2001                        |

## Estilo de juego
Por lo general, un defensor central, Córdoba era un defensor experimentado y extremadamente rápido, enérgico, versátil y atlético, que confiaba principalmente en su ritmo, resistencia, capacidad de marcar y cronometrar, lo que lo hacía difícil de superar en situaciones individuales; debido a sus características, también era capaz de jugar como carrilero o lateral derecho, e incluso en ocasiones como lateral izquierdo. A pesar de tener solo 1.73 cm de estatura, también era un buen saltador y cabeceador certero de la pelota. Derecho aunque era también ambidiestro. A lo largo de su carrera, Córdoba también se destacó por su liderazgo además de su habilidad como futbolista.

## Equipos como jugador

### Clubes
| Deportivo Rionegro · Colombia | 2.ª           | 1993          | 5   | 0  | Inexistentes | Inexistentes | Inexistentes | Inexistentes | 5   | 0  |
| Deportivo Rionegro · Colombia | 2.ª           | 1994          | 16  | 0  | Inexistentes | Inexistentes | Inexistentes | Inexistentes | 16  | 0  |
| Deportivo Rionegro · Colombia | 2.ª           | 1995          | 21  | 1  | Inexistentes | Inexistentes | Inexistentes | Inexistentes | 21  | 1  |
| Deportivo Rionegro · Colombia | Total club    | Total club    | 42  | 1  | 0            | 0            | 0            | 0            | 42  | 1  |
| Atlético Nacional · Colombia | 1.ª           | 1995-96       | 31  | 1  | Inexistentes | Inexistentes | Inexistentes | Inexistentes | 31  | 1  |
| Atlético Nacional · Colombia | 1.ª           | 1996-97       | 42  | 0  | Inexistentes | Inexistentes | Inexistentes | Inexistentes | 42  | 0  |
| Atlético Nacional · Colombia | Total club    | Total club    | 73  | 1  | 0            | 0            | 0            | 0            | 73  | 1  |
| San Lorenzo Argentina | 1.ª           | 1997-98       | 12  | 0  | Inexistentes | Inexistentes | 5            | 0            | 17  | 0  |
| San Lorenzo Argentina | 1.ª           | 1998-99       | 30  | 4  | Inexistentes | Inexistentes | 6            | 2            | 36  | 6  |
| San Lorenzo Argentina | 1.ª           | 1999-00       | 15  | 3  | Inexistentes | Inexistentes | 0            | 0            | 15  | 3  |
| San Lorenzo Argentina | Total club    | Total club    | 57  | 7  | 0            | 0            | 11           | 2            | 68  | 9  |
| Inter de Milán · Italia | 1.ª           | 1999-00       | 20  | 0  | 5            | 0            | -            | -            | 25  | 0  |
| Inter de Milán · Italia | 1.ª           | 2000-01       | 23  | 0  | 4            | 1            | 9            | 0            | 36  | 1  |
| Inter de Milán · Italia | 1.ª           | 2001-02       | 30  | 1  | 1            | 0            | 11           | 0            | 42  | 1  |
| Inter de Milán · Italia | 1.ª           | 2002-03       | 28  | 1  | 1            | 0            | 16           | 1            | 45  | 2  |
| Inter de Milán · Italia | 1.ª           | 2003-04       | 31  | 1  | 5            | 0            | 11           | 0            | 47  | 1  |
| Inter de Milán · Italia | 1.ª           | 2004-05       | 32  | 3  | 4            | 0            | 10           | 0            | 46  | 3  |
| Inter de Milán · Italia | 1.ª           | 2005-06       | 35  | 4  | 4            | 0            | 9            | 0            | 48  | 4  |
| Inter de Milán · Italia | 1.ª           | 2006-07       | 29  | 0  | 5            | 1            | 7            | 0            | 41  | 1  |
| Inter de Milán · Italia | 1.ª           | 2007-08       | 20  | 3  | 2            | 0            | 5            | 0            | 27  | 3  |
| Inter de Milán · Italia | 1.ª           | 2008-09       | 28  | 2  | 2            | 0            | 7            | 0            | 37  | 2  |
| Inter de Milán · Italia | 1.ª           | 2009-10       | 21  | 0  | 2            | 0            | 2            | 0            | 25  | 0  |
| Inter de Milán · Italia | 1.ª           | 2010-11       | 22  | 0  | 1            | 0            | 7            | 0            | 30  | 0  |
| Inter de Milán · Italia | 1.ª           | 2011-12       | 5   | 0  | 1            | 0            | 0            | 0            | 6   | 0  |
| Inter de Milán · Italia | Total club    | Total club    | 324 | 15 | 37           | 2            | 94           | 1            | 455 | 18 |
| Total carrera | Total carrera | Total carrera | 498 | 24 | 37           | 2            | 105          | 3            | 624 | 29 |
| (1) Incluye datos de la Copa Italia y Supercopa de Italia. (2) Incluye datos de la Copa Mercosur, Liga Europa de la UEFA, Liga de Campeones de la UEFA y Copa Mundial de Clubes de la FIFA. |               |               |     |    |              |              |              |              |     |    |

### Selección
| Selección                                                                                             | Temporada     | Amistosos | Amistosos | Sudamérica(1) | Sudamérica(1) | Mundial(2) | Mundial(2) | Total | Total |
| Selección                                                                                             | Temporada     | Part.     | Goles     | Part.         | Goles         | Part.      | Goles      | Part. | Goles |
| --- | ------------- | --------- | --------- | ------------- | ------------- | ---------- | ---------- | ----- | ----- |
| Sub-20 · Colombia                                                                                     |               |           |           |               |               |            |            |       |       |
| 1995                                                                                                  | ?             | 0         | ?         | 0             | ?             | 0          | ?          | 1     |       |
| 1996                                                                                                  | ?             | 0         | ?         | 0             | ?             | 0          | ?          | 0     |       |
| Total                                                                                                 | ?             | 0         | ?         | 0             | ?             | 0          | 11         | 1     |       |
| Absoluta · Colombia                                                                                   | 1997          | 1         | 0         | 1             | 0             | -          | -          | 9     | 0     |
| Absoluta · Colombia                                                                                   | 1998          | 3         | 1         | 1             | 0             | 0          | 0          | 4     | 0     |
| Absoluta · Colombia                                                                                   | 1999          | 4         | 2         | 3             | 1             | -          | -          | 7     | 3     |
| Absoluta · Colombia                                                                                   | 2000          | 2         | 0         | 8             | 1             | -          | -          | 10    | 1     |
| Absoluta · Colombia                                                                                   | 2001          | 5         | 0         | 5             | 1             | -          | -          | 10    | 1     |
| Absoluta · Colombia                                                                                   | 2002          | 0         | 0         | 0             | 0             | -          | -          | 0     | 0     |
| Absoluta · Colombia                                                                                   | 2003          | 0         | 0         | 10            | 0             | 5          | 0          | 10    | 0     |
| Absoluta · Colombia                                                                                   | 2004          | 4         | 0         | 2             | 0             | -          | -          | 6     | 0     |
| Absoluta · Colombia                                                                                   | 2005          | 0         | 0         | 5             | 0             | -          | -          | 5     | 0     |
| Absoluta · Colombia                                                                                   | 2006          | 0         | 0         | 0             | 0             | -          | -          | 0     | 0     |
| Absoluta · Colombia                                                                                   | 2007          | 5         | 0         | 1             | 0             | -          | -          | 6     | 0     |
| Absoluta · Colombia                                                                                   | 2008          | 0         | 0         | 0             | 0             | -          | -          | 0     | 0     |
| Absoluta · Colombia                                                                                   | 2009          | 1         | 0         | 3             | 0             | -          | -          | 4     | 0     |
| Absoluta · Colombia                                                                                   | 2010          | 2         | 0         | 9             | 0             | -          | -          | 2     | 0     |
| Absoluta · Colombia                                                                                   | Total         | 16        | ?         | 52            | 3             | 5          | 0          | 73    | 5     |
| Total carrera                                                                                         | Total carrera | 16        | 2         | 52            | 3             | 5          | 0          | 84    | 6     |
| (1) Incluye datos de la Copa América.(2) Incluye datos de la Copa Mundial y procesos clasificatorios. |               |           |           |               |               |            |            |       |       |

### Resumen estadístico
| Competición               | Partidos | Goles | Promedio |
| ------------------------- | -------- | ----- | -------- |
| Primera División          | 456      | 24    | 0.05     |
| Segunda División          | 42       | 1     | 0.02     |
| Copas nacionales          | 37       | 2     | 0.05     |
| Copas internacionales     | 105      | 3     | 0.03     |
| Selección Colombia Sub-20 | 11       | 1     | 0.09     |
| Selección Colombia        | 73       | 5     | 0.07     |
| TOTAL                     | 708      | 34    | 0.05     |

## Equipos como dirigente deportivo
| Club           | País   | Año           | Rol                                |
| -------------- | ------ | ------------- | ---------------------------------- |
| Inter de Milán | Italia | 2012-2014     | Director general                   |
| Venezia        | Italia | 2021-presente | Director deportivo y copropietario |

## Palmarés

### Campeonatos nacionales
| Título              | Equipo         | País   | Año     |
| ------------------- | -------------- | ------ | ------- |
| Copa de Italia      | Inter de Milán | Italia | 2004-05 |
| Copa de Italia      | Inter de Milán | Italia | 2005-06 |
| Supercopa de Italia | Inter de Milán | Italia | 2005-06 |
| Serie A             | Inter de Milán | Italia | 2005-06 |
| Supercopa de Italia | Inter de Milán | Italia | 2006-07 |
| Serie A             | Inter de Milán | Italia | 2006-07 |
| Serie A             | Inter de Milán | Italia | 2007-08 |
| Supercopa de Italia | Inter de Milán | Italia | 2008-09 |
| Serie A             | Inter de Milán | Italia | 2008-09 |
| Copa de Italia      | Inter de Milán | Italia | 2009-10 |
| Serie A             | Inter de Milán | Italia | 2009-10 |
| Supercopa Italiana  | Inter de Milán | Italia | 2009-10 |
| Copa de Italia      | Inter de Milán | Italia | 2010-11 |

### Copas internacionales
| Título                 | Equipo             | Sede     | Año  |
| ---------------------- | ------------------ | -------- | ---- |
| Copa Interamericana    | Atlético Nacional  | San José | 1997 |
| Copa América           | Selección Colombia | Colombia | 2001 |
| Liga de Campeones      | Inter de Milán     | Madrid   | 2010 |
| Copa Mundial de Clubes | Inter de Milán     | EAU      | 2010 |

### Distinciones individuales
| Distinción                        | Año  |
| --------------------------------- | ---- |
| Parte del Equipo Ideal de América | 1999 |